# محمد كشلي
محمد كشلي، هو سياسي وكاتب وباحث وأستاذ جامعي لبناني. إنضم في شبابه إلى حركة القوميين العرب قبل أن يأسس مع محسن إبراهيم منظمة الاشتراكيين اللبنانيين التي ما لبثت أن اندمجت سنة 1970 مع لبنان الاشتراكي لتشكل منظمة العمل الشيوعي في لبنان. ربطته علاقة وطيدة مع الجبهة الديمقراطية لتحرير فلسطين التي ساهم في انطلاقتها، كما كان من أبرز قيادي الحركة الوطنية اللبنانية. كان مستشارا للشؤون النقابية والاجتماعية لرئيس الوزراء الراحل رفيق الحريري.

## وصلات خارجية
.محمد كشلي في برنامج الاتجاه المعاكس